# 남세인
남세인(南世仁, 1993년 1월 15일~)은 대한민국의 축구 선수이다. 포지션은 미드필더이다.

## 구단 경력
2016년 11월 23일, FC 페나피엘와의 경기에서 프로 데뷔전을 치렀다.